# Hrvatska seljačka stranka Bosne i Hercegovine
Hrvatska seljačka stranka Bosne i Hercegovine (kratica: HSS BiH) je hrvatska politička stranka u BiH. Poziva se na tradiciju Radićeva HSS-a i nastavak je Hrvatske seljačke stranke Bosne i Hercegovine.

## Povijest
Stranka je osnovana u Sarajevu 18. travnja 1993. godine na inicijativu Ive Komšića i "Napretka" s namjerom da bude protuteža HDZ-u BiH. Predsjednik joj je bio dr. Marko Tadić. Kao alternativa HDZ-u, stranka je bila dio Hrvatske koalicije za promjene i Hrvatskog zajedništva za izbore 2006.
Na općim izborima 2006. HSS BiH je u koaliciji Hrvatsko zajedništvo uspio dobiti zastupničko mjesto u Zastupničkom domu Parlamenta FBiH i dva izaslanička mjesta u Domu naroda Parlamenta FBiH. 

### HSS-NHI (2007. – 2010.)
HSS je s Novom hrvatskom inicijativom (NHI) započeo pregovore oko ujedinjenja, što se dogodilo na ujedinjujućem Saboru u Sarajevu 1. listopada 2007. Nova stranka nazvana je Hrvatska seljačka stranka - Nova hrvatska inicijativa, a za predsjednika ujedinjene stranke izabran je dotadašnji predsjednik HSS-a BiH Marko Tadić.
Nakon ujedinjenja ipak nije došlo do ideološkog približavanja dvaju stranaka. NHI je uglavnom činila liberalna ljevica, a HSS BiH centraši pučke orijentacije. Zbog spajanja ovih dviju stranaka različitih ideologija, stranke su napustili brojni članovi, od pojedinaca do cijelih ogranaka. Koalicija je naročito naštetila HSS-u BiH u Posavini gdje je HSS BiH bio znatno jači od NHI-a. Zbog ujedinjenja morali su se prihvatiti i brojni članovi koje je izbacio HSS BiH. Na idućim lokalnim izborima 2008. u Posavini je HSS-NHI zabilježio osipanje, pad, a potom i utrnuće. Lokalni izbori 2008. pokazali su da neprincipijelno ujedinjenje nije prepoznato među biračkim tijelom kao pozitivno. Predsjednik stranke Tadić napustio je aktivnu politiku i Bosnu i Hercegovinu.

### Ponovno samostalni
Nakon izbora 2010. odvajaju se pod vodstvom Ljiljane Lovrić od NHI-ja i ponovo djeluju kao samostalna stranka, otada pod nazivom Hrvatska seljačka stranka. Stranka je ponovo registrirana 13. rujna 2010. na Općinskom sudu u Mostaru. 
U Brčko distriktu 2. rujna 2012. održan je prvi Izborni sabor HSS-a. Izabran je novi predsjednik Mario Karamatić iz Posušja, a dotadašnja predsjednica Lovrić izabrana je za predsjednicu Središnjeg odbora.

## Vanjske poveznice
- hss-bih.ba  Arhivirana inačica izvorne stranice od 27. ožujka 2018. (Wayback Machine) Službena mrežna stranica
- hssbih.co.ba  Arhivirana inačica izvorne stranice od 8. veljače 2008. (Wayback Machine) Ugašena mrežna stranica
- Novinski članak o odvajanju HSS-a od NHI-ja